# Humprecht Jan Černín
Říšský hrabě Humprecht Jan Černín z Chudenic (14. únor 1628 Radenín – 3. březen 1682 Kosmonosy) byl český šlechtic a diplomat. Po prastrýci hraběti Heřmanu Černínovi zdědil v roce 1651 obrovský majetek v různých částech Čech. Majetkové zázemí mu umožnilo kariéru ve službách Habsburků a v letech 1660–1663 byl císařským vyslancem v Benátkách. Zastával také vysoké funkce ve správě Českého království a stal se rytířem Řádu zlatého rouna. Proslul jako mecenáš umění, s jeho jménem jsou spojeny významné architektonické památky zámek Humprecht (na panství Kost) a Černínský palác v Praze.

## Kariéra
Pocházel z nedrahovické větve Černínů, jeho otcem byl hejtman Bechyňského kraje, svobodný pán Jan Křtitel Adam Černín z Chudenic (16. srpna 1597 – 22. listopadu 1642), matkou Zuzana Homutová z Harasova (25. září 1600 – 22. února 1654, zámek Radenín). Humprecht Jan studoval u jezuitů, v rámci vzdělání podnikl v závěru třicetileté války kavalírskou cestu po Evropě. Přes Německo odcestoval do Itálie, delší dobu pobýval v Římě a Sieně, poté více než rok žil v Paříži, nakonec na přelomu let 1647–1648 strávil zimu v Bruselu. Jeho putování po Evropě je podrobně zdokumentováno díky česky psané korespondenci s matkou Zuzanou. Stal se univerzálním dědicem svého prastrýce Heřmana a v roce 1651 převzal do své správy panství Petrohrad, Krásný Dvůr, Andělská Hora, Kysibel, Kosmonosy, Kost. Jako zástavní držitel vlastnil také královské panství Mělník, do roku 1678 držel i hrad v Mladé Boleslavi. Od roku 1650 působil ve Vídni jako komoří arcivévody Leopolda Habsburského (1640–1705), mladšího syna Ferdinanda III. a pozdějšího římskoněmeckého císaře a českého a uherského krále Leopolda I. Tomu hrabě Černín věrně sloužil a radil mu po celý život. I díky tomu se z obou mužů stali osobní přátelé. V roce 1655 byl Černín jmenován přísedícím zemského soudu, v roce 1657 se stal jedním z místodržících Českého království. V roce 1658 byl přítomen zvolení a korunovaci Leopolda I. na římského císaře ve Frankfurtu nad Mohanem., odkud podnikl také diplomatickou misi do Mohuče. V letech 1660–1663 byl císařským vyslancem v Benátkách. Leopold I. ho také učinil svým tajným radou. V roce 1675 mu byl udělen nejvyšší habsburský řád – Řád zlatého rouna a ve stejném roce koupil lnářské panství.

## Zakladatelská činnost

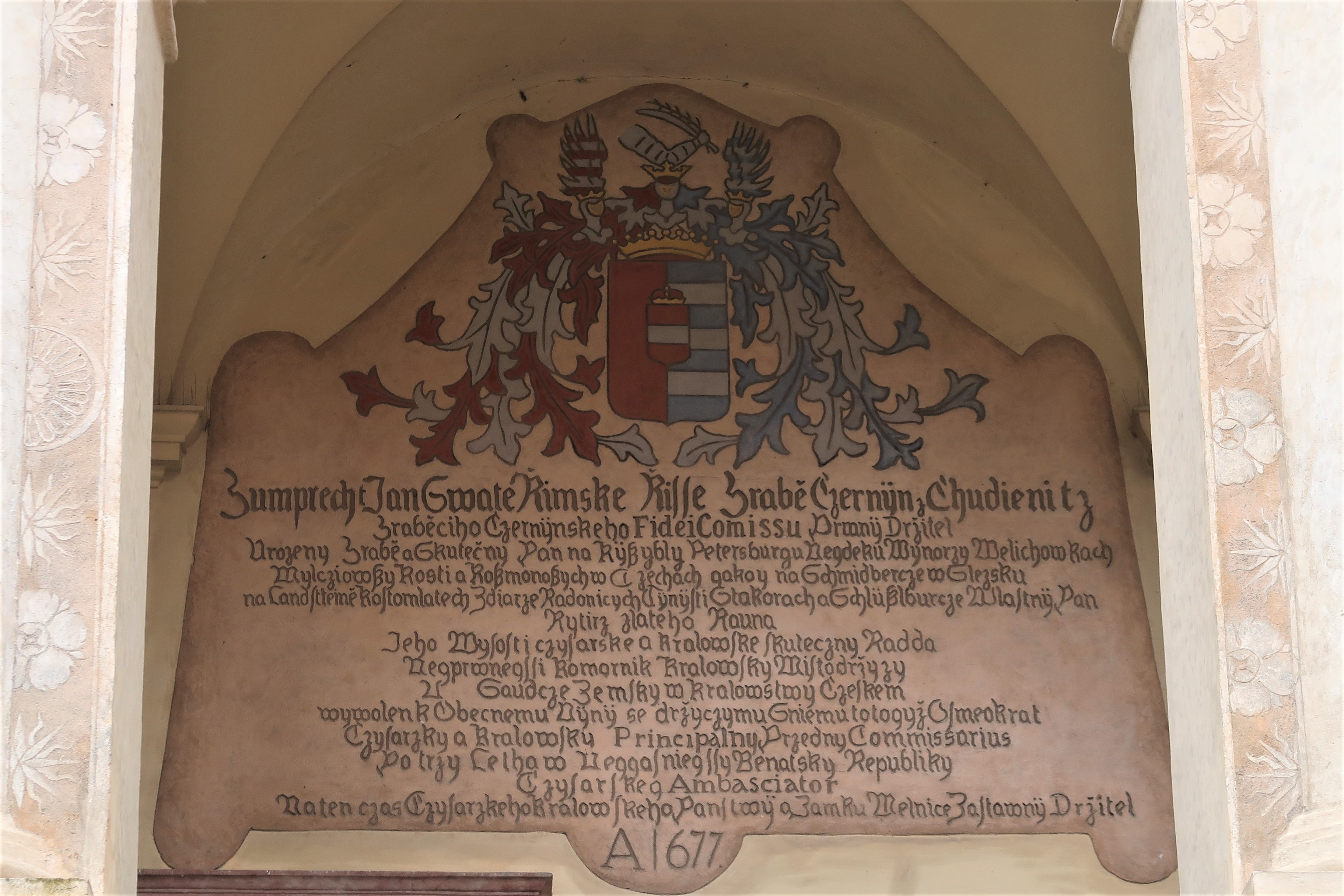
Erb Humprechta Jana Černína s výčtem všech hodností, titulů a majetku na nádvoří zámku Mělník

Byl zakladatelem Černínské sbírky, umožňoval mu to i jeho majetek, který získal dědictvím v roce 1651 po prastrýci hraběti Heřmanu Černínovi z Chudenic (1579 – 1651, šlo mj. o černínský fideikomis, jenž prastrýc založil) a současně byl i dědicem jeho říšského hraběcího titulu. Jan Humprecht Černín byl jmenován vyslancem císaře a krále Leopolda I. v Benátkách v roce 1659. Zde začíná se sběratelskou aktivitou. Navázal spojení s komunitou tamních výtvarných umělců. Čelní místo mezi nimi zaujal Johann Karl Loth, jehož díla byla v hojné míře zastoupena v Černínově obrazárně. Z dalších malířů, u nichž hrabě Černín soustavně objednával obrazy byl Pietro della Vechio a Cavaliere Pioetro Liberi. Převážná část hrabětem zvolených námětů vycházela z příběhů řecké mytologie, zobrazení starozákonních výjevů a scén známých z novodobé krásné literatury. O přísun nových obrazů se mu starali četní umělečtí agenti. V roce 1663 měl hrabě ve svém majetku již na 300 obrazů. Nejspíše souběžně se skončením Černínova diplomatického působení byla v Benátkách jeho tamní obrazová sbírka pečlivě zabalena a nejpozději roku 1664 přestěhována do Prahy. Začíná budování Černínského paláce na Hradčanech, který začal stavět v roce 1667. Součástí paláce byly i galerie, které sloužily k instalaci obrazů. Definitivního umístění obrazů ve zvláštních speciálně pro ně vybudovaných prostorách Černínského paláce se však Humprecht Jan Černín nedočkal. K dokončení stavby paláce došlo až za jeho syna a dědice Heřmana Jakuba. Za pozdějších pokračovatelů rodu Černínů sbírka postupně chátrá v důsledku nedostatku finančních prostředků a obrazárna rodu Černínů je roku 1778 vydražena.
Humprecht Jan hrabě Černín z Chudenic byl donátorem 35. kaple Svaté cesty z Prahy do Staré Boleslavi, založené roku 1674.
Humprecht Jan zemřel na kosmonoském zámku 3. března 1682 ve věku 54 let. Byl pochován v Černínské kapli katedrály svatého Víta v Praze, jeho srdce však bylo uloženo do cínové urny a slavnostně uloženo v Černínské kapli kostela Nanebevzetí Panny Marie ve Staré Boleslavi. Urna byla následně[kdy?] přenesena do mramorové tumby v kapli sv. Zikmunda katedrály sv. Víta v Praze.[zdroj?]

## Rodina

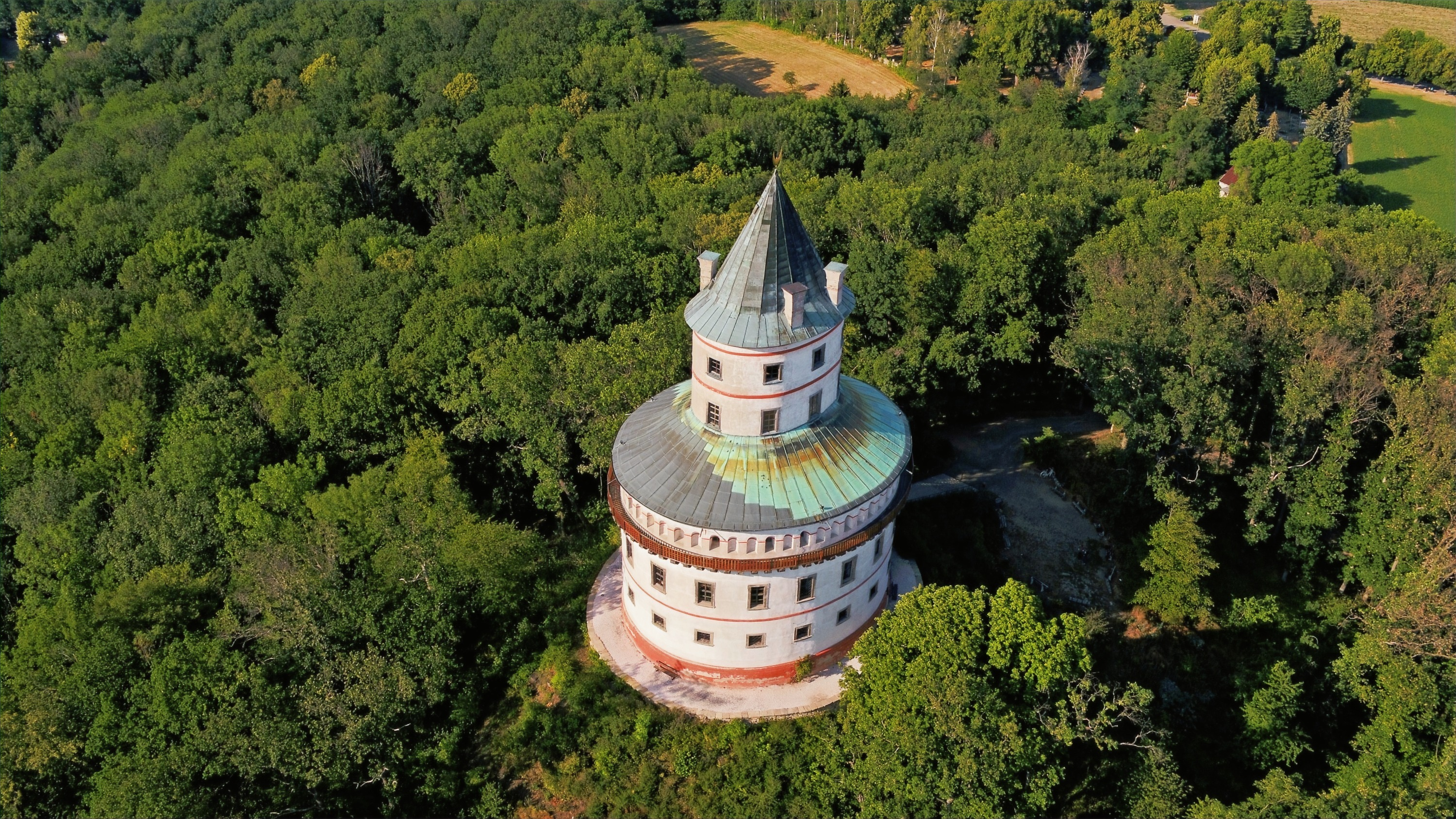
Zámek Humprecht

Za manželku měl Humprecht Jan italskou aristokratku z přední mantovské rodiny – Dianu Marii, markýzu Ippoliti hraběnku di (da) Gazoldo (2. 9. 1636, Mantovsko – 21. 9. 1687, Gonzaga u Mantovy, pohřbena v Mantově), se kterou uzavřel svatební smlouvu 31. května 1652 a oženil se s ní později téhož roku ve Vídni. Markýza byla dvorní dámou císařovny a královny Eleonory Magdalény di Gonzaga. Černínova choť se se středoevropským prostředím nikdy nesžila a po roce 1666 se natrvalo vrátila do rodného Mantovska a manželé žili odděleně. (Manželství nebylo s největší pravděpodobností rozvedeno, jak se mylně často tvrdí.). Spolu měli vícero dětí, ne méně než šest, ale jen dva synové se dožili dospělosti. Ostatní děti zemřely, jak bylo v raném novověku obvyklé, v dětském, resp. v kojeneckém věku.
- Heřman Jakub (21. 1. 1659 – 28. 8. 1710)
  - 1. ∞ říšská hraběnka Marie Josefa Slavatová z Chlumu a Košumberka (2. 2. 1667 – 10. 8. 1708),
  - 2. ∞ říšská hraběnka Anna Josefa z Khüenburgu/Kuenburgu (11. 6. 1685 – 4. 3. 1755).
- Tomáš Zachaeus Temidio (křest 23. 8. 1660, Vídeň, Rakousko – 14. 2. 1700)
  - ∞ říšská hraběnka Zuzana Renata z Martinic (1670 – 3. 2. 1717).[pozn. 2]

Dalšími předčasně zesnulými dětmi byly: František Jan, (* 1657, z. brzy poté), Jan Ferdinand (1653–1654), Marek Dominik (1663–1663, Benátky, Itálie) a Barbora Renata (1655–1655).